# Celestus legnotus
Celestus legnotus е вид влечуго от семейство Слепоци (Anguidae). Видът не е застрашен от изчезване.

## Разпространение
Разпространен е в Мексико.

## Описание
Популацията на вида е стабилна.